# Un año sin lluvia
 (juillet 2011).
Si vous disposez d'ouvrages ou d'articles de référence ou si vous connaissez des sites web de qualité traitant du thème abordé ici, merci de compléter l'article en donnant les références utiles à sa vérifiabilité et en les liant à la section « Notes et références ».
Singles de Selena Gomez
A Year Without Rain Who Says
Pistes de A Year Without Rain
Live Like There's No Tomorrow
Un Año Sin Lluvia est un single chanté et écrit par le groupe américain Selena Gomez & the Scene. C'est la version espagnole du single titre de leur second album: A Year Without Rain. Le clip a été tourné le 18 octobre 2010 à Los Angeles. Pour le clip, Selena a du reporter la même robe que dans le clip original. Les producteurs et le réalisateur ont décidé de filmer quelques scènes en plus avec Selena en train de chanter en espagnol et de laisser d'autres scènes qui viennent du clip original. L'idée de tourner ce clip vient de Selena Gomez qui a toujours rêvé de faire un album en espagnol et commence par faire de sa chanson titre une version en espagnole qui devient le dernier single de l'album. La jeune femme a également mentionné Shakira et Agnès Carlsson comme source d'inspiration pour la réalisation du clip.

## Divers
Clip Officiel